# Fronteira Arménia–Irão
A fronteira entre Arménia e Irão é a linha de 35 km de extensão que limita os territórios da Arménia (extremo sudeste na província Siunique) e do Irão (província Azerbaijão Ocidental no estremo noroeste do Irão). É integralmente definida pelo rio Arax.
Fica entre dois trechos da Fronteira Azerbaijão-Irão que é bipartida (trecho oeste com Naquichevão, trecho leste com território principal do Azerbaijão) e se estende entre duas fronteiras tríplices Arménia-Irão-Azerbaijão.
Esse é um dos trechos fronteiriços que separam os continentes Ásia e Europa na região do Cáucaso.
Em 19 de março de 2007, na cidade de Agarak, perto da fronteira, foi realizada a cerimônia de inauguração do gasoduto Irã-Armênia, que contou com a presença dos presidentes dos dois países, Robert Kocharian e Mahmoud Ahmadinejad.
Em julho de 2010, os governos do Irã e da Armênia decidiram construir uma usina hidrelétrica de 140  MW sobre o rio Arax, que serve de fronteira entre esses dois países.